# Domaniów (województwo mazowieckie)
Domaniów dawniej też Domaniew – wieś w Polsce położona w województwie mazowieckim, w powiecie radomskim, w gminie Przytyk.
W skład sołectwa Domaniów wchodzą także przysiółki Jagodno i Stary Młyn. W 2023 sołectwo liczyło 468 mieszkańców.
| SIMC    | Nazwa  | Rodzaj     |
| ------- | ------ | ---------- |
| 0634101 | Zagóra | przysiółek |

Powstał tu zaporowy zbiornik wodny zbudowany na rzece Radomce. Powierzchnia 500 ha (700 ha przy maksymalnym napełnieniu), pojemność 11,5 mln m sześć. Wymiary: długość ponad 7 km, szerokość 1,2 km, linia brzegowa 15 km; śr. głębokość 2,3 m.
Prywatna wieś szlachecka, położona była w drugiej połowie XVI wieku w powiecie radomskim województwa sandomierskiego. 
W latach 1954–1959 wieś należała i była siedzibą władz gromady Domaniów, po jej zniesieniu w gromadzie Wrzos. W latach 1975–1998 miejscowość administracyjnie należała do województwa radomskiego.
Wierni kościoła rzymskokatolickiego należą do parafii św. Wawrzyńca we Wrzosie.